# Borys Wróbel
Borys Jakub Wróbel (ur. 13 stycznia 1976 w Gdańsku) – polski biolog molekularny, genetyk, biolog teoretyczny.

## Biografia
Uczęszczał do VIII Liceum Ogólnokształcącego w Gdańsku. W okresie szkolnym stypendysta Krajowego Funduszu na rzecz Dzieci. W 1997 ukończył studia magisterskie na Międzyuczelnianym Wydziale Biotechnologii
Uniwersytetu Gdańskiego i Akademii Medycznej w Gdańsku.
Następnie w latach 1998 i 2008 uzyskał doktorat (praca Funkcja genów pcnB i relA Escherichia coli w biologii plazmidów i bakteriofagów pod kierunkiem Grzegorza Węgrzyna) i habilitację (praca Oznaczanie niepewności w analizie filogenetycznej: metoda ważonych najmniejszych kwadratów) w zakresie nauk biologicznych
na Uniwersytecie Gdańskim, za które uzyskał Nagrody Prezesa Rady Ministrów. W roku 2014 otrzymał tytuł profesora nauk biologicznych. 
Dwukrotnie, w latach 2006 i 2007 był stypendystą Fundacji na rzecz Nauki Polskiej. 
Przebywał na stażach naukowych, związanych poszerzaniem wiedzy i doświadczeń z zakresu biologii molekularnej,
biotechnologii, biologii ewolucyjnej, bioinformatyki oraz neuroinformatyki:
- w Narodowym Instytucie Zdrowia Dziecka i Rozwoju Człowieka (Narodowe Instytuty Zdrowia) w USA
- w Instytucie Salka (stypendysta Fulbrighta)
- na Uniwersytecie Hebrajskim w Jerozolimie (jako stypendysta FEBS i EMBO)
- w Instytucie Biologii Ewolucyjnej i Bioróżnorodności Uniwersytetu w Walencji (jako stypendysta programu Marie Curie)
- w Instytucie Systemów Złożonych Paryż Île-de-France
- w Instytucie Neuroinformatyki Uniwersytetu i Federalnej Politechniki w Zurychu

Kieruje Laboratorium Bioinżynierii na Wydziale Biologii Uniwersytetu im. Adama Mickiewicza w Poznaniu. Profesor Instytutu Oceanologii Polskiej Akademii Nauk. Wypromował siedmioro doktorów.
W swojej pracy badawczej Borys Wróbel zajmuje się biologią molekularną i teoretyczną,  bioinformatyką i neuroinformatyką.

## Ważniejsze publikacje naukowe
- R. Sanjuán, B. Wróbel. Weighted least-squares likelihood ratio test for branch testing in phylogenies reconstructed from distance measures.. „Syst Biol”. 54 (2), s. 218-29, Apr 2005. DOI: 10.1080/10635150590923308. PMID: 16012093.
- A. Czarna, R. Sanjuán, F. González-Candelas, B. Wróbel. Topology testing of phylogenies using least squares methods.. „BMC Evol Biol”. 6, s. 105, Dec 2006. DOI: 10.1186/1471-2148-6-105. PMID: 17150093.
- B. Wróbel, M. Torres-Puente, N. Jiménez, MA. Bracho i inni. Analysis of the overdispersed clock in the short-term evolution of hepatitis C virus: Using the E1/E2 gene sequences to infer infection dates in a single source outbreak.. „Mol Biol Evol”. 23 (6), s. 1242-53, Jun 2006. DOI: 10.1093/molbev/msk012. PMID: 16585120.
- M. Joachimczak, B. Wróbel. Evolution of robustness to damage in artificial 3-dimensional development.. „Biosystems”. 109 (3), s. 498-505, Sep 2012. DOI: 10.1016/j.biosystems.2012.05.014. PMID: 22709976.
- Ahmed Abdelmotaleb, Maria Schilstra, Neil Davey, Volker Steuber i inni. From evolving artificial gene regulatory networks to evolving spiking neural networks for pattern recognition. „BMC Neuroscience”. 14 (Suppl 1), s. P423, 2013. Springer Nature. DOI: 10.1186/1471-2202-14-s1-p423. ISSN 1471-2202. (ang.).

## Przynależność do towarzystw naukowych, rad naukowych czasopism
- Członek International Society for Artificial Life (od 2008)
- Członek-absolwent Global Young Academy (wybrany na kadencję 2013-2018)
- Członek-absolwent Akademii Młodych Uczonych Polskiej Akademii Nauk (wybrany na kadencję 2011-2016) i jako członek AMU PAN: Komitetu Neurobiologii  (w kadencji 2012-2015 i 2015-2019), Komitetu Informatyki (w kadencji 2015-2019), Komitetu Biologii Ewolucyjnej i Teoretycznej (w kadencji 2012-2015), Komitetu Prognoz "Polska 2000 Plus" i Komitetu Narodowego do spraw Współpracy z Europejską Siecią Komisji do spraw Rzetelności w Nauce (ENRIO)
- Członek Organization for Computational Neuroscience
- Były przewodniczący Gdańskiego Oddziału Polskiego Towarzystwa Genetycznego

## Nagrody i odznaczenia
- Nagroda Prezesa Rady Ministrów za wyróżnioną rozprawę doktorską (1999)
- Stypendium Fundacji na Rzecz Nauki Polskiej (2006, 2007)
- Nagroda Prezesa Rady Ministrów za rozprawę habilitacyjną (2009).